# C++11
C++11 — одна з попередніх версій стандарту мови C++, прийнята у серпні 2011 комітетом ISO зі стандартизації мови замість ISO/IEC 14882:2003 (С++03). Новий стандарт включає доповнення в ядрі мови та розширення STL, включаючи велику частину TR1 — окрім, можливо, бібліотеки спеціальних математичних функцій.
Враховуючи те, що стаття писалася під час ще не завершеної роботи над стандартом — тому стаття, можливо, не буде точно відповідати кінцевому варіанту стандарту. Остання версія майбутнього стандарту опублікована на сайті комітету ISO C++ [Архівовано 18 березня 2010 у Wayback Machine.].
ISO / IEC JTC1/SC22/WG21 Комітет Стандартизації C++ мав намір опублікувати новий стандарт в 2009 році (відповідно стандарт, який зараз називають C++0x, повинен був називатися C++09). Щоб встигнути, Комітет вирішив зосередитися на пропозиціях, що надійшли до 2006 і ігнорувати новіші.
Мови програмування, такі як C++, проходять еволюційний розвиток своїх можливостей. Цей процес неминуче викликає проблеми сумісності з уже наявним кодом. Відповідно до доповіді, зробленої Б'ярном Страуструпом (автор мови С++ та член Комітету), новий стандарт буде на 100% сумісний з нинішньою версією мови С++ 

## Передбачувані зміни стандарту
Як вже було сказано, зміни торкнуться як ядра С++, так і його стандартної бібліотеки.
При розробці кожного розділу майбутнього стандарту комітет використав ряд правил:
- Підтримка стабільності мови та забезпечення сумісності з C++98 і, по можливості, з Сі;
- Бажаним є введення нових можливостей через стандартну бібліотеку, а не через ядро мови;
- Бажано подавати зміни, які покращують техніку програмування;
- Удосконалювати C++ з точки зору системного та бібліотечного дизайну, замість введення нових можливостей, корисних для окремих програм;
- Збільшувати типобезпечність для запевнення безпечної альтернативи для нинішніх небезпечних підходів;
- Збільшувати продуктивність і можливості працювати безпосередньо з апаратною частиною;
- Забезпечувати рішення реальних поширених проблем;
- Реалізувати принцип «не платити за те, що не використовуєш»;
- Зробити C++ простішою для вивчення без видалення можливостей, які використовуються програмістами-експертами.

Приділяється увага новачкам, які завжди будуть становити більшу частину програмістів. Багато новачків не прагнуть поглиблювати рівень володіння С++, обмежуючись його використанням під час роботи над вузькими специфічними задачами  Крім того, з огляду на універсальність С++ і широке коло її використання (включаючи як різноманітність програм, так і стилів програмування), навіть професіонали можуть виявитися новачками при використанні нових парадигм програмування.

## Розширення ядра С++
Першочергове завдання комітету — розвиток ядра мови С++. Дата подання C++0x залежить від успіхів у цій частині стандарту.
Ядро буде значно вдосконаленим, буде додано підтримку багатопотоковості, підтримка узагальненого програмування, уніфікація ініціалізації та будуть проведені роботи з підвищення його продуктивності.
Для зручності, можливості ядра і його зміни розділені на три основні частини: підвищення продуктивності, підвищення зручності і нова функціональність. Окремі елементи можуть належати до декількох груп, але їх буде описано лише в одній — найпридатнішій.

## Підвищення продуктивності за рахунок ядра мови
Ці компоненти мови введені для зменшення витрат пам'яті або збільшення продуктивності.